# Muzsnaháza
Muzsnaháza (románul Măgina, németül Mussendorf) település Romániában, Fehér megyében.

## Fekvése
Nagyenyedtől északnyugatra, Felenyed és Remete közt fekvő település.

## Története
kenézi telepítésű falu, amelynek telepítése a 13. század végén, IV. László király (1272-1290) engedélye alapján történt Enyed-föld lakatlan területén, a környék többi román falvaihoz hasonlóan. A falu névadója Musuna nevű telepítő kenéz volt, kinek fia az a Péter kenéz, aki 1326-ban szerepelt a káptalan fülesdi birtokán.
1461-ben Musnahaza, 1505-ben Mwrsynahaza, 1620-ban Musina, Mussendorf, Musná, 1733-ban Messena, 1888-ban Muzsina, 1913-ban Muzsnaháza néven írták.
1910-ben 843 lakosából 12 magyar, 829 román volt. Ebből 136 görögkatolikus, 7 református, 692 görögkeleti ortodox volt.
A trianoni békeszerződés előtt Alsó-Fehér vármegye Nagyenyedi járásához tartozott.